# Мацуяма (аеропорт)
Аеропорт Мацуяма (яп. 松山空港, まつやまくうこう, мацуяма куко; англ. Matsuyama Airport) — державний вузловий міжнародний аеропорт в Японії, розташований в місті Мацуяма префектури Ехіме. Розпочав роботу з 1960 року. Спеціалізується на внутрішніх та міжнародних авіаперевезеннях. Виник на базі летовища Імперського флоту Японії, спорудженого 1943 року.